# Mithrász-szentély (Fertőrákos)

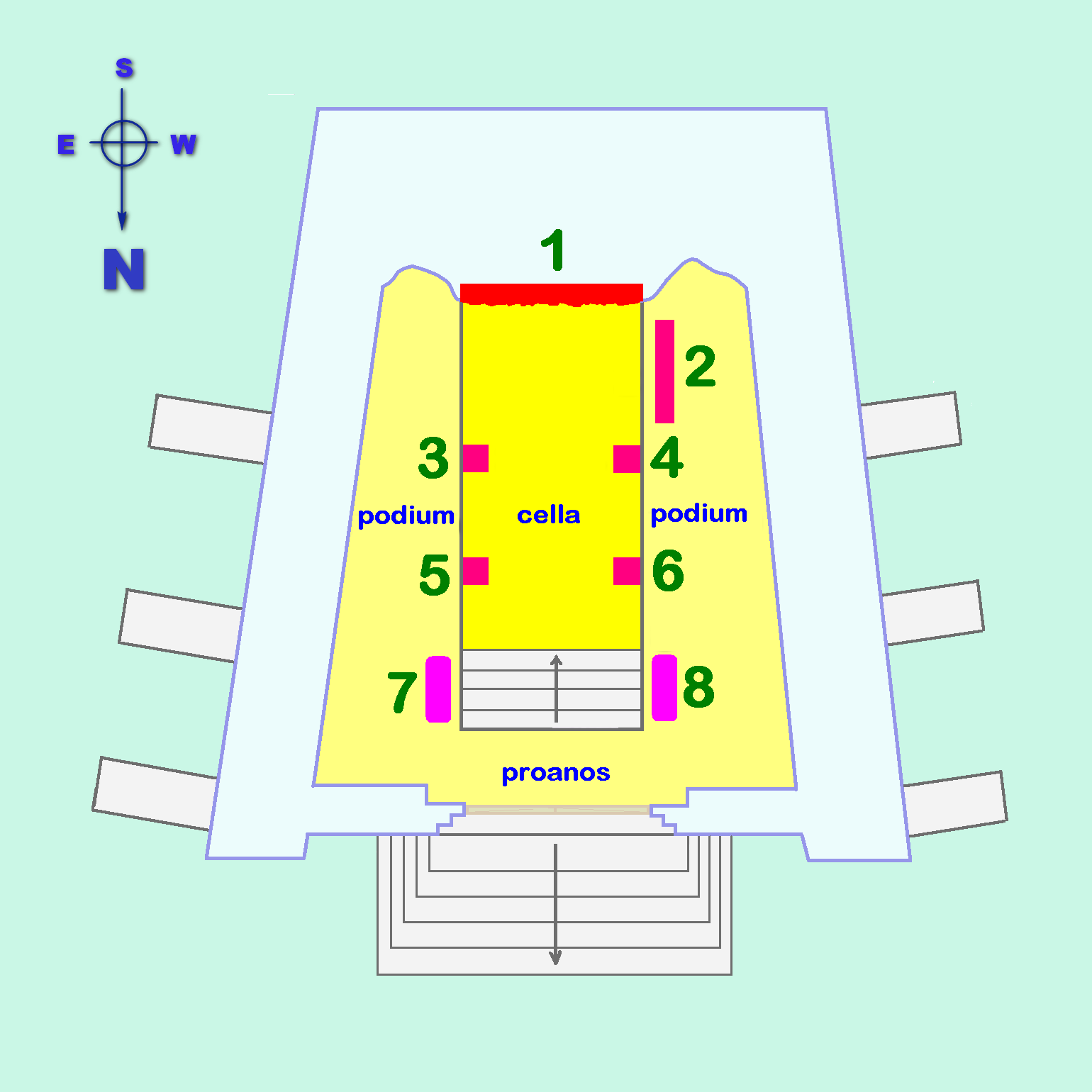
A szentély alaprajza1 = Mithrász dombormű (eredeti római)2 = Mithrász dombormű (másolat)3-6 = oltárkő (másolat)7-8 = oroszlán (másolat)

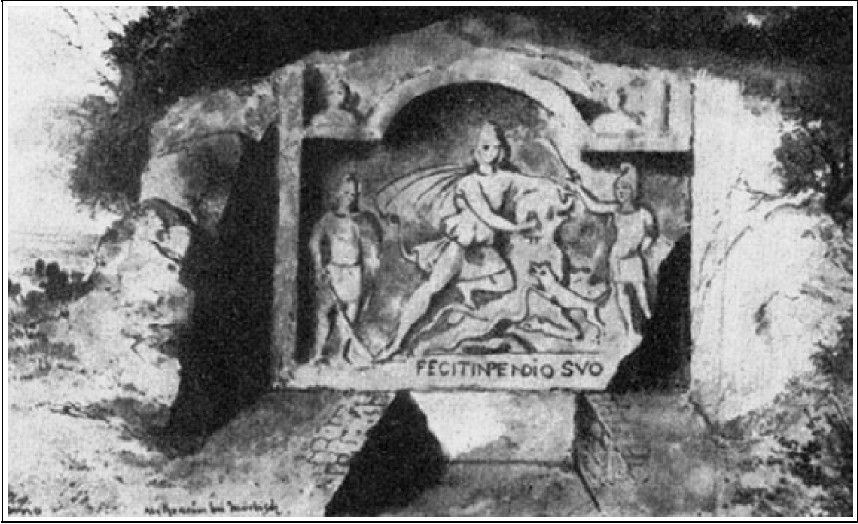
A Mithrász-szentély domborműve(Storno Ferenc rajza, 1866)

A Mithrász-szentély vagy Mithrász-barlang (latinul: Mithraeum) Győr-Moson-Sopron vármegyében található római kori emlék, Mithrász isten kultuszához köthető misztériumvallás egykori szertartási helye. A Fertő–Hanság Nemzeti Park, illetve az UNESCO világörökségi listára felvett Fertő/Neusiedlersee kultúrtáj területén található, védőépülettel fedett szakrális építmény ritkaságnak számít, mivel Magyarország területén mindössze négy helyszínen ismerünk ilyet: itt, Szombathelyen, Aquincumban (ott viszont négyet) és Sárkeszin.
A leletegyüttes a magyar–osztrák határon, a Fertőrákost Fertőmeggyessel (Mörbisch am See) összekötő országút – jelenlegi helyzetében önkormányzati fenntartású út – mellett helyezkedik el. Sopron belvárosa felől a 8527-es, Kópháza-Balf és a 84-es főút felől pedig a 8526-os úton közelíthető meg.

## Mithrász kultusz
Az proto-indoiráni istenség nevét és a hozzá köthető mítoszok egy részét felhasználó, mesterséges Mithrász-kultusz rendkívül elterjedt misztériumvallás volt a Római Birodalomban a 2. és 4. század között. Központi istensége, Mithrász, a legyőzhetetlen Napisten, aki – a fény, az élet szimbólumaként – barlangban ölte meg a sötétséget és a gonoszságot megtestesítő ellenfelét, a bikát, és ott folyt le a lakoma is, melynek során Mithrász elfogyasztotta az állatot. A vallás tanai csak kevés beavatott számára voltak ismertek, a kultuszba felvett tagok előtt hét beavatási fokozat során tárult fel az istenség misztériuma. A szertartások egy Mithrász-barlangnak nevezett, földbe süllyesztett szentélyben zajlottak le, melynek két hosszanti oldala mellett magasabb padkát (pódium) alakítottak ki a beavatott nézők számára, és középen egy mélyedésben (cella) folyt maga a szertartás. A beavatás során a hívőt a mélyedésbe fektették, és felette ölték meg a bikát, melynek vére avatta fel őt. A szertartás és az áldozat jelképes volt, hiszen a feltárt szentélyekben nincs nyoma az erre utaló szokásos jeleknek (gödörnek vagy más, vér felfogására alkalmas mélyedésnek), illetve a kis méretű helyiségekben a hívek mellett el sem fért volna egy bika.
Az 1. században Rómába került, s a Római Birodalom egyik legnépszerűbb istenévé lett egészen az 5. századig. Commodus császár uralkodásának idején kultuszát már államilag támogatták. A 3. században szerepe egyre jelentősebbé vált, a Sol Invictus-szal (magyarul: „a legyőzhetetlen Nap”) összeolvadva az egyik legfontosabb állami kultusszá vált Aurelianus császár idejére. 307-ben, a keresztényüldöző Diocletianus idején a birodalom fő védelmező istenévé nyilvánították. Hivatalos kultusza még a kereszténynek tartott I. Constantinus császár alatt is megőrizte befolyását. A Mithrász-hit több mint egy évszázadon át a kereszténység komoly ellenfele volt.

## A szentély
A részben más hasonló szentélyek alapján rekonstruált, észak-déli fekvésű kultikus hely keleti és déli oldala természetes sziklafal, az északi és nyugati pedig kőből épített. A belső tér hosszanti irányban két részre tagozódik, egy szűk előcsarnokra (pronaos) és a tulajdonképpeni szentély-helyiségre, amely keresztirányban szabályos pódium-cella-pódium hármas tagolást alkot.
A szentély-helyiséget az eredeti sziklatömbök alakjához és az általuk bezárt, a derékszögnél nagyobb szöghöz szimmetrikusan igazodva, trapéz alakúra építették, úgy, hogy a 80 cm-el mélyebb, 4,41 m hosszú cella egyenletesen 2,07 m szélessége mellett a két pódium a bejárat felé szélesedik: a hátsó falnál 0,63, illetve 0,87 m, a bejárati oldalon egységesen 1,75 m szélesek. A szentély teljes hosszúsága 5,22 m, szélessége a bejáratnál 5,22–5,38 m, a hátsó falnál 3,47 m. Nem tisztázott, hogy a szentély eredetileg milyen boltozattal, s milyen magasan volt befedve. A méretek csak igen kis, 18-20 főnél nem nagyobb közösség befogadását tették lehetővé.
Központi objektuma a bejárattal szemben található, a nyers sziklafalba vésett 2,20 m széles és 1,41 m magas dombormű, amely a bikaölő Mithrászt ábrázolja. A faragás elnagyolt, arra vékony stukkóréteget vittek fel a finomabb részletekkel, végül kifestették. Néhány helyen kettős gipszes festékréteg található, ami arra utal, hogy a domborművet egyszer felújították. A dombormű középen a frígiai ruhát, azaz hosszú testhez simuló nadrágot, hosszú ujjú tunikát, rövid köpenyt és csúcsos sipkát viselő isten egyik kezével hátrafeszíti a bika fejét, a másikkal leszúrja. Jobbról és balról található két, ugyancsak frigiai ruhás alak (Cautes és Cautopates) a pirkadatot és az alkonyatot testesíti meg a fel-, illetve lefelé tartott fáklyáikkal. Mithrász segítőjeként a jelenetben három állat is részt vesz: a sebből kicsorduló vért egy kutya és egy kígyó nyalja fel, miközben egy skorpió az állat nemzőszervébe harap. Azt jelezvén, hogy a cselekmény barlangban játszódik, a jelenetet fent egy íves párkány zárja le, két oldalán Sol, a napisten (balról) és Lurca, holdistennő (jobbról) mellképével. A keretléc alsó részén mindössze három szó olvasható ki: …FECIT INPENDIO SUO…, amiből arra lehet következtetni, hogy azt valaki saját költségén emelte.
A szentélyben egy sírt lezáró kisebb, 1,47 m magas, 1,03 m széles, feliratos márvány sztélé, valamint három-négy oltárkő is volt, rövidített felírásokkal, amelyeket Theodor Mommsen, Paur Iván és Storno Ferenc a következőképpen fejtettek meg:
| Felirat                                                              | Olvasata | Jelentése |
| -------------------------------------------------------------------- | --- | --- |
| L • AVIT • M TVRVS • DEC COL • KARN V • S • L • M                    | L(ucius) AVIT(us) M(a) TVRVS DEC(urio) COL(oniae) KARN(unti) V(otum) S(olvit) L(ibens) M(erito)                                                   | Lucius Avitus Maturus Carnuntum colonia decuriója fogadalmát készségesen, méltón beváltotta.                                                  |
| S • I • M SEPT • IVSTI ANVS • ARM CVST • L • XIIII • G ANTON • V • S | S(oli) I(nvicto) M(ithrae) SEPT(imius) IVSTI ANVS ARM(orum) CVST(os) L(egionis) XIIII G(eminae) ANTON(inianae) V(otum) S(olvit)                   | A legyőzhetetlen Napnak, Mithrasnak Septimius Iustianus a XIV. Gemina Antoniniana légió fegyverőre fogadalmát beváltotta.                     |
| S • I • M SEP • IVSTI ANVS • A • C L • XIIII • G • ANT V • S • L • M | S(oli) I(nvicto) M(ithrae) SEP(timius) IVSTI ANVS A(rmorum) C(ustos) L(egionis) XIIII G(eimnae) ANT(oninianae) V(otum) S(olvit) L(ibens) M(erito) | A legyőzhetetlen Napnak, Mithrasnak Septimius Iustianus a XIV. Gemina Antoniniana légió fegyverőre fogadalmát készségesen, méltón beváltotta. |
| D • INVICTO MITRE • S IVL • SATVRNINVS EX • VOTO • POSVTT L • M      | D(eo) INVICTO MITRE S(acrum) IVL(ius) SATVRNINVS EX VOTO POSVTT L(ibens) M(erito)                                                                 | A legyőzhetetlen istennek, Mithrasnak Iulius Saturninus fogadalomból készségesen méltó oltárt állított.                                       |

Az előkerült leletek között volt még két kőoroszlán, egy ép és egy töredékes mécses, egy kb. 9 cm magasságú szürke bögre, továbbá 27 darab, párosával egymásra fordított peremes tégla alkotta hamvveder, mindegyikben egy-egy pénzérme. A hamvvedrek hármasával, kilenc oszlopban a cellában voltak elhelyezve. A nyugati pódium végében egy csontvázas sírt is találtak, ennek fedőlapjául szolgált a feliratos kultuszkép. Mivel más Mithrász-szentélyek esetében temetkezési lelet nem került elő, a kutatók eltérő véleménnyel vannak arról, hogy ezek a sírok a Mithrász-hithez köthetőek-e, vagy a kultusztól függetlenül, később kerültek oda. Abban mindenesetre egyetértenek, hogy a hamvvedrek nem utalhatnak rituális gyilkosságok, emberáldozatok maradványaira. A kor avatott szakértői a hamvasztással kapcsolatban úgy vélik, itt nem a kora császárkori római szokás felújításáról, hanem nagy valószínűséggel egy újonnan betelepített, barbár népcsoport saját temetkezési rítusáról van szó, a talált érmék időbeli eloszlása, valamint azok Pannoniában való használata szerint 364–383 körül.
Az eredeti leletek közül a 28 érme, amelyekről feljegyezték, hogy Gallienustól Probusig (254–282), illetve Liciniustól Gratianusig (307–383) összefüggő sorozatot képeztek, mégpedig olyan megoszlásban, hogy többségüket (16 darab) a 4. század második felében verték, a neves gyűjtő, Simor János győri megyés püspök gyűjteményébe kerültek, további sorsuk ismeretlen. A kőemlékek a Soproni Múzeum római kori kőtárában lelhetők fel, a Fabricius-házban.

## Története

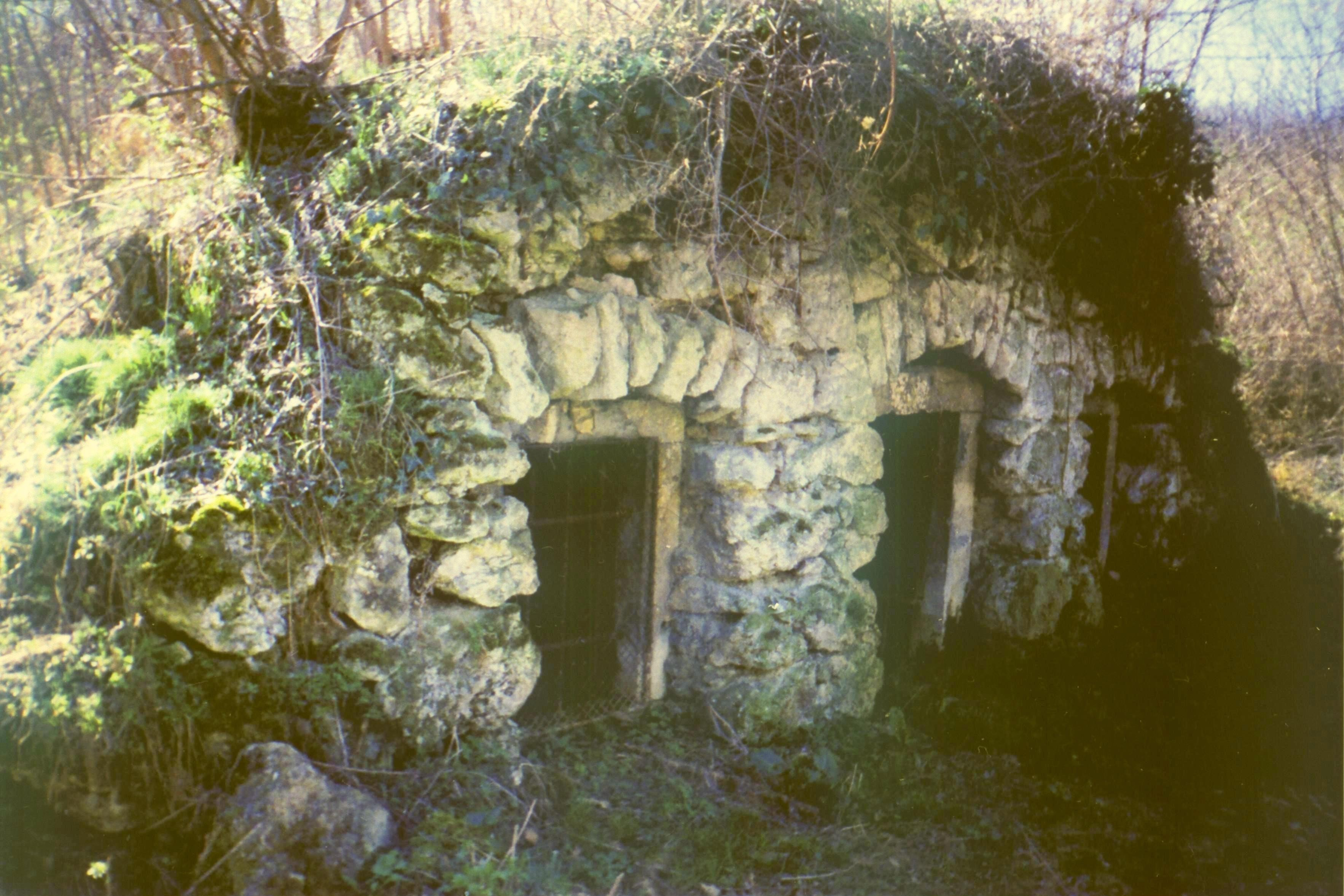
A szentély állapota 1989 augusztusában

A szentély kialakításának időpontját a feliratok, valamint az urnákban talált pénzérmék alapján állapították meg, azt a 3. század elejére teszik. A terület – noha Scarbantiához volt közelebb – minden bizonnyal Felső-Pannónia provincia székhelyéhez, Carnuntumhoz tartozott: a fogadalmi köveket odavalósi katonák állították. Ez idő tájt a hely vélhetően keresett volt, mivel itt haladt keresztül a borostyánút Scarbantia-Carnuntum szakasza. A 3. század közepén-végén Pannóniában bekövetkezett társadalmi-gazdasági változások eredményeképpen a Mithrász-kultusz kissé háttérbe szorult, ekkor a fertőrákosi szentéllyel is felhagytak, s mivel a Mithrász-kultusz Diocletianus-kori reneszánsza idején a vidéki szentélyeket már nem építették újjá, ez a Mithraeum sem jutott újra szerephez. Massalszky herceg úgy vélte, a barlang ekkor is használatban volt, benne 361. szeptember végén Iulianus császár emberáldozatot(!) mutatott be, amikor dunai hajóútját Carnuntumban 4 napra megszakítva kíséretével együtt felkereste a szentélyt, hogy trónja elfoglalása előtt az istenséget kiengesztelje. A Mithrász-szentélyeket, így a fertőrákosit is, a Gratianus császár által 378-ban kibocsátott birodalmi rendelet szerint le kellett volna rombolni, de mivel addigra már forgalomtól félreeső, eldugott helyen volt, fennmaradt, idővel a víz és a szél hordaléka betemette, a növényzet benőtte és csak 1500 év múlva került napvilágra egy szerencsés véletlen folytán.
A szentély romjaira 1866 júliusában két fiatalember talált rá, egymástól függetlenül: a soproni ifj. Storno Ferenc és a meggyesi Malleschitz György kőfaragó. Miután a felfedezést mindketten hivatalosan is bejelentették, a bécsi K. K. Central Commission für Erhaltung von Baudenkmale társulat a leletek tudományos feldolgozásával soproni levelezőjüket, id. Storno Ferencet bízta meg, azonban őt sajnos megelőzték a helyi kőfaragók szakszerűtlen kutatásai, ezért az eredeti állapotok pontos rekonstruálása lehetetlenné vált.
Storno a helyszínről és a leletekről részletes jelentést és rajzos dokumentációt készített. melyet eljuttatott az őt megbízó társulat igazgatóságához. Az ásatás máig egyetlen hiteles dokumentuma azonban sajnos nem lelhető fel. Fennmaradt viszont Storno vázlatkönyve, benne a leletek rajzaival. Az ásatás végeztével Storno a kőemlékeket kiemeltette és Sopronba szállíttatta, az érmeket eljuttatta Simor püspöknek, majd a közelben kitermelt mészkőből a belső teret lefedő boltozatot építtetett, állagmegóvás céljából.
Ezután nem sokat hallani a szentélyről, csupán néhány tudományos munkában említik. A szentély feltárásáról szóló első közlemény a Sopronban működött Paur Iván tollából jelent meg, a Pesti Napló 1866. szeptember 12-i számában, azzal a nyilvánvaló szándékkal, hogy megelőzze a bécsi bejelentést. 1867-ben Király Pál régész írt cikket a bécsi Der Wanderer c. lapban, majd ugyanebben az évben Friedrich Kenner, a Münz- und Antikenkabinet munkatársa közölt publikációt Storno jelentésére és Simor püspök meghatározására hagyatkozva, mely mű máig az egyetlen tudományos igényű feldolgozás a szentély leletanyagáról.
Feljegyezték, hogy 1920. augusztus 15-én – akkor még nem volt véglegesen meghúzva a trianoni határ – a Ruszt városának evangélikus templomában hirdetett hangversenyre gyalog érkező soproni zenészek pihenőt tartottak a szentélynél, mely alatt eljátszották „Haydn papa” A-dúr divertimentóját.
Az első világháborút követően ez a terület a „senki földje” lett, a szentélyt alig látogatták, állaga fokozatosan romlott. A második világháború után a szilánk- vagy golyónyomait viselő szentély – visszaemlékezések szerint kézigránátot robbantottak előtte vagy benne – immár végképp kiesett a turisták útvonalából, hiszen a szigorúan őrzött határsávon belülre került.

## Hitelesítő ásatás és helyreállítás

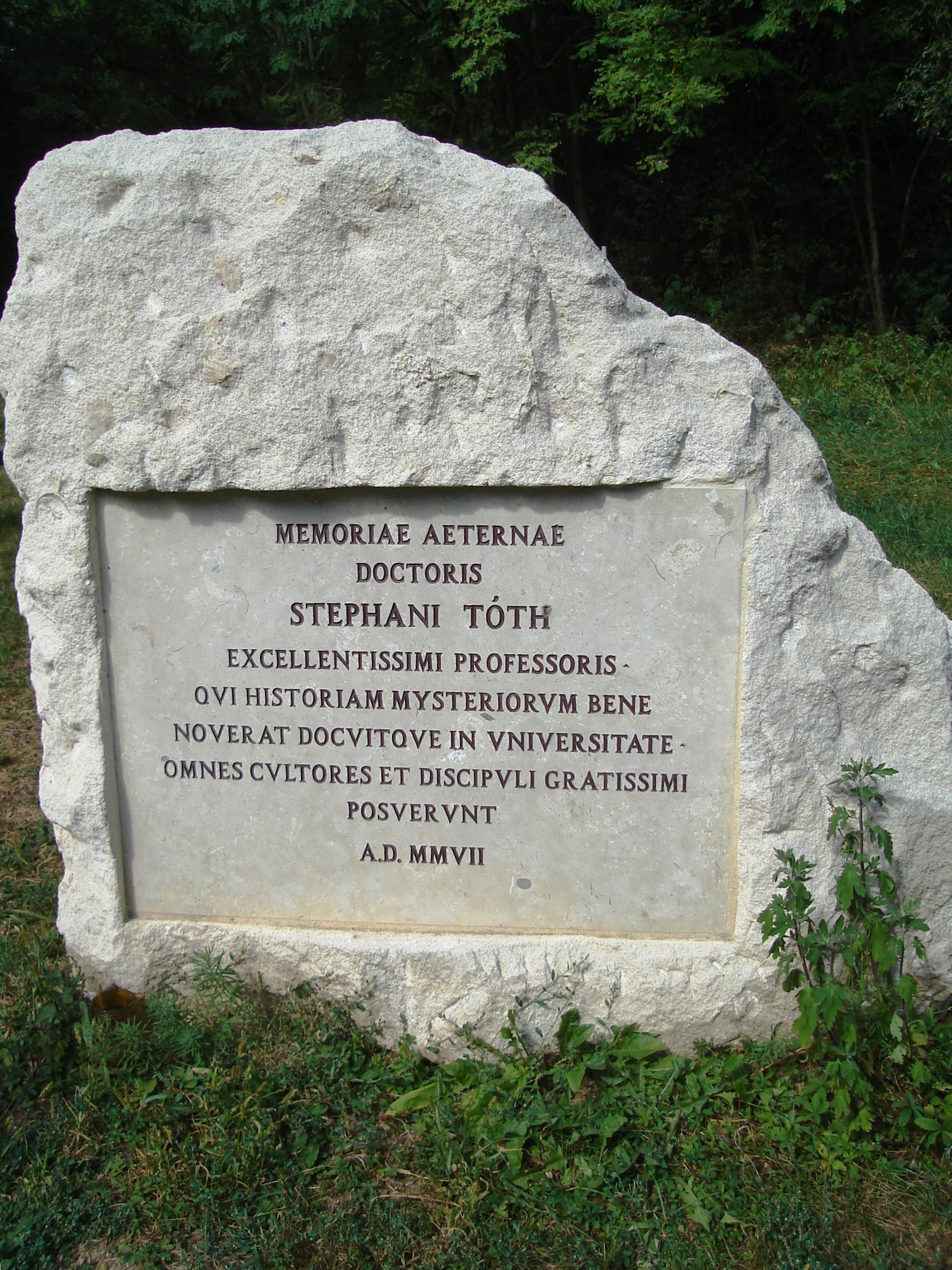
Dr. Tóth István emlékköve

A Mithrász-szentélyt 1990 előtt régészek sem kereshették fel. A sérült barlang beázott, belseje félig megtelt iszapos hordalékkal. A szentély romló állapotára a pannóniai vallástörténet, ezen belül elsősorban a kisázsiai és iráni eredetű kultuszok, így a Mithrász-hit kutatásának nemzetközileg elismert szaktekintélye, Tóth István hívta fel a figyelmet a Műemlékvédelem című periodikában. Ugyanekkor átfogó tanulmányt jelentetett meg a Soproni Szemlében.
1990-ben adódott lehetőség és pénz arra, hogy a szakemberek megvizsgálhassák a szentélyt. Az Országos Műemléki Felügyelőség megbízásából a Soproni Múzeum régésze, Gabrieli Gabriella vezette a hitelesítő ásatásokat 1990-91-ben. A szentély helyreállítása 1992-ben történt meg.
Az ásatások során eltávolították a több mint egy méteres hordalékot, kiemelték a kultuszkép töredékeit és néhány apró leletanyagot (edénytöredékek, állatcsontok, 4. századi pénzek), feltárták a pódiumok és az előcsarnok alapozásait. A környezet feltárása során római kultúrréteg nyomaira, többnyire tetőcserepek töredékeire bukkantak, azonban a szentély működéséhez elengedhetetlen patak medre után eredménytelenül kutattak.
A szentély helyreállítása a kutatások és a rendelkezésre álló szakirodalom alapján történt. A boltozat megtartása mellett elbontották a Storno-féle védőépület homlokzatát, visszaállították a pódium-cella-pódium tagolást. Harsányiné, Vladár Ágnes Ybl Miklós-díjas okl. építészmérnök tervezett egy új védőépületet, mely római szentély benyomását kelti, ugyanakkor az alul kő, felül tégla megoldás, és a modern anyagok felhasználása jelzi: az épület nem eredeti, csupán hasonló.
A Soproni Múzeumban tárolt eredeti kőemlékekről másolatok készültek a szentély részére. Az épületbe lépve, szemben látható az eredeti római Mithrász-dombormű, melyet Kovács György szobrász-restaurátor művész állított helyre. A pódiumon a bejárat mellett kétoldalt látható egy-egy oroszlán, jobb belső részén pedig, ahol a csontvázas sír került elő, a feliratos Mithrász-dombormű másolata. Mivel eredeti helyük nem volt rekonstruálható, a cellában helyezték el kétoldalt a négy oltárkő-másolatot.
A szentély műemléki védelem alatt áll. Közelében 2007-ben latin feliratú emlékművet állítottak dr. Tóth Istvánnak.